# Kulturåret 1782

## Händelser
- 16 juli – Wolfgang Amadeus Mozarts opera Die Entführung aus dem Serail (Enleveringen ur Seraljen) har urpremiär i Wien.
- 30 september – Gustavianska operahuset i Stockholm invigs med ett uppförande av Johann Gottlieb Naumanns opera ”Cora och Alonzo”.[1]

## Priser och utmärkelser
- 6 mars – Carl Magnus Envallsson pjäs Den nya secten har urpremiär på Svenska teatern i Eriksberg [2].
- 19 september – Kongliga Teatern i Stockholm flyttar från Stora Bollhuset till ny byggnad. Stenborgs Teater invigs. [3]
- Elisabeth Olin invald som ledamot och första kvinna i Kungliga Musikaliska Akademien.

## Nya verk
- En svensk grefves besynnerliga händelser av Erik Erland Ullman

## Födda
- 8 februari – Malla Silfverstolpe (död 1861), svensk författare och litterär salongsvärdinna.
- 14 februari – Johann Werner Henschel (död 1850), tysk skulptör.
- 13 maj – Johan Gustaf Sandberg (död 1854), svensk målare.
- 22 september – Fredric Westin (död 1862), svensk historie- och porträttmålare.
- 11 oktober – Steen Steensen Blicher (död 1848), dansk novellist och skald.
- 27 oktober – Niccolò Paganini (död 1840), italiensk violinist och tonsättare.
- 13 november – Esaias Tegnér (död 1846), svensk skald och biskop.
- okänt datum – William Allan (död 1850), skotsk historiemålare.
- okänt datum – Mariana De Ron (död 1840), svensk konstnär.

## Avlidna
- 16 april – Giuseppe Vasi (född 1710), italiensk gravör och konstnär.
- okänt datum – Anna Veronese, italiensk skådespelare